# 赖恩贝克
赖恩贝克（德語：Reinbek，德語發音：[ˈʁaɪnbeːk] ⓘ）是德国石勒苏益格-荷尔斯泰因州的一个市镇，属于施托尔曼县。该市镇总面积为31.23平方千米，截至2023年12月31日总人口为28,579人。